# Воронов, Виктор Николаевич
Виктор Николаевич Воронов (род. 1946) — советский и российский учёный-энергетик, доктор технических наук, профессор, академик РАЕН.
Автор свыше 100 научных и учебно-методических трудов, в том числе 5 авторских свидетельств на изобретения. Участник ликвидации последствий катастрофы на Чернобыльской АЭС.

## Биография
Родился 30 октября 1946 года.
В 1971 году окончил теплоэнергетический факультет Московского энергетического института по специальности «Атомные электростанции и установки». 
С 1971 по 1973 год работал инженером в Подольском научно-исследовательском технологическом институте. 
С 1973 по 1976 год обучался в аспирантуре МЭИ, защитив кандидатскую диссертацию. 
С 1976 года работал в должности ассистента, с 1979 года — в должности доцента кафедры «Атомных электростанций», в 1980 году ему присвоено ученое звание доцента. 
В 1989 году Виктор Воронов защитил докторскую диссертацию и в том же году был избран на должность заведующего кафедрой «Технологии воды и топлива», профессор с этого же года. Воронов являлся начальником курса и секретарем Ученого совета факультета, заместителем декана факультета, начальником учебного управления МЭИ, проректором Московского энергетического института по учебной работе. Участвовал в научной работе вуза, являлся научным руководителем хозрасчетных и госбюджетных работ. 
В 1983 году В. Н. Воронов прошел стажировку в Венском техническом университете. 
В 1994 году избран действительным членом Российской академии естественных наук и Международной академии электротехнических наук. 
Занимаясь педагогической работой, подготовил и читал курсы лекций: “Атомные электростанции”, “Тепловые и атомные электростанции”, “Введение в специальность и инженерное дело”, “Математическое моделирование водно-химических процессов”. Проводил лабораторные и практические занятия по курсам: “Теория и практика применения ЭВМ” и “Физико-химические процессы в реакторах”. Руководил аспирантами МЭИ, под его руководством защищено несколько диссертаций. Был главным редактором журнала «Новое в российской электроэнергетике» и членом редколлегии журнала «Теплоэнергетика».
Наряду с научно-преподавательской, Виктор Николаевич занимается общественной работой.  
В 1991 году он был включен в состав Московской городской избирательной комиссии. 
В 1998 году был председателем совета Московского городского фонда избирательных технологий. В октябре этого же года вошел в состав группы контроля Московской городской избирательной комиссии за использованием Государственной автоматизированной системы «Выборы». 
В 1999 году вошел в новый состав Московского горизбиркома.
Лауреат премии Президента РФ в области образования.
Лауреат премии Правительства РФ в области науки и техники за 2005 год.